# Gorno Belevo
Gorno Belevo (bulgariska: Горно Белево) är ett distrikt i Bulgarien.   Det ligger i kommunen Obsjtina Bratia Daskalovi och regionen Stara Zagora, i den centrala delen av landet, 160 km öster om huvudstaden Sofia.
Trakten runt Gorno Belevo består till största delen av jordbruksmark. Runt Gorno Belevo är det glesbefolkat, med 19 invånare per kvadratkilometer.